# 小马束缚
小马束缚（英语：Human pony harness），即将人束缚成马的外形，用于装饰和或进行如拉车的工作。通常用皮革进行束缚，但也可以使用绳束或其他合适的材料。材料用于包裹穿着者（通常还有用于调整的带扣），而且不能滑落穿着者的身体。穿着者的手绑通常会绑在身后，通常不建议在这样的状态下进行拉车或其他工作。
穿着者会像马一样捆绑，但调整为人类的大小和形状。穿着者通常会佩戴口球和和装饰用的羽。可以使用绳索将穿着者和马车或其它负载连在一起，让穿着者拉动负载，操控着可以通过马鞭来控制其行走。
不同于其他BDSM活动，小马束缚需要大范围的空间，例如用于室外束缚场景。当然小马束缚也可以用于束缚的一种方式。